# Daniel J. Travanti
Daniel J. Travanti conosciuto anche come Dan Travanty, pseudonimo di Daniele Giovanni Travanti (Kenosha, 7 marzo 1940), è un attore statunitense di origine italoamericana, principalmente conosciuto per il ruolo di Frank Furillo nella serie televisiva poliziesca Hill Street giorno e notte (1981-1987).

## Biografia
Daniel Travanti nasce nel Wisconsin, da una famiglia d'immigrati italoamericani, John ed Elvira Travanti, padre contadino e cinque fratelli. Studia ad Harvard e Princeton.
La sua carriera di attore si svolge prevalentemente sul piccolo schermo, partecipando, nel corso degli anni sessanta e settanta, a numerosissimi episodi di serie di successo.
Il ruolo chiave della sua carriera è però quello del capitano di polizia Frank Furillo, in 101 episodi tra il 1981 e 1987 della serie Hill Street giorno e notte: Travanti incarna il protagonista della serie e si aggiudica un Golden Globe e due Emmy (in ben 10 candidature consecutive), divenendo uno dei volti televisivi più noti degli anni ottanta.
In seguito, la sua carriera non ha più toccato le vette di Hill Strett e le sue partecipazioni sono tornate a diradarsi in varie serie televisive, tra cui Prison Break e Grey's Anatomy.

## Filmografia parziale

### Cinema
- Il sadico (Who Killed Teddy Bear), regia di Joseph Cates (1965)
- L'organizzazione sfida l'ispettore Tibbs (The Organization), regia di Don Medford (1971)
- Candidato all'obitorio (St. Ives), regia di J. Lee Thompson (1976)
- Qualcosa di biondo, regia di Maurizio Ponzi (1984)
- Millennium, regia di Michael Anderson (1989)
- Something Sweet, regia di Olivia Pi-Sunyer (2000)
- Design, regia di Davidson Cole (2002)
- Amore per finta (One Small Hitch), regia di John Burgess (2012)

### Televisione
- Little Moon of Alban, regia di George Schaefer – film TV (1958)
- Route 66 – serie TV, episodio 4x13 (1964)
- Assistente sociale (East Side/West Side) – serie TV, episodio 1x23 (1964)
- Il reporter (The Reporter) – serie TV, episodio 1x10 (1964)
- The Nurses – serie TV, episodi 2x34-3x28 (1964-1965)
- Gidget – serie TV, episodio 1x15 (1965)
- Perry Mason – serie TV, episodio 9x16 (1966)
- Shane – serie TV, episodio 1x11 (1966)
- Lancer – serie TV, episodio 1x12 (1968)
- Missione impossibile (Mission: Impossible) – serie TV, episodio 6x17 (1972)
- Cannon – serie TV, episodio 1x15 (1972)
- F.B.I (The F.B.I.) – serie TV, episodio 9x22 (1974)
- Gunsmoke – serie TV, episodi 19x16-20x13 (1974)
- Kojak – serie TV, episodi 2x10-3x19 (1974-1976)
- Cuore e batticuore (Hart to Hart) – serie TV, episodio 1x08 (1979)
- Hill Street giorno e notte (Hill Street Blues) – serie TV, 132 episodi (1981-1987)
- Occhi del testimone (Eyes of a Witness), regia di Peter R. Hunt – film TV (1991)
- Persone scomparse (Missing Persons) – serie TV, 17 episodi (1993-1994)
- Oltre i limiti (The Outer Limits) – serie TV, episodio 1x21 (1995)
- Poltergeist (Poltergeist: The Legacy) – serie TV, 7 episodi (1997)
- Prison Break – serie TV, 2 episodi (2005-2006)
- La casa degli omicidi (Murder in My House), regia di Robert Malenfant – film TV (2006)
- Grey's Anatomy – serie TV, episodio 5x03 (2008)
- Criminal Minds – serie TV, episodio 6x03 (2010)
- The Defenders – serie TV, episodio 1x13 (2011)
- Boss – serie TV, 11 episodi (2011-2012)
- NCIS: Los Angeles – serie TV, 5 episodi (2016-2019)
- Chicago Med – serie TV, episodio 2x04 (2016)

## Riconoscimenti
- 1 Golden Globe per il miglior attore in una serie drammatica (1982): ha ricevuto in totale 5 candidature consecutive, dal 1982 al 1986
- 2 Emmy Awards per il miglior attore in una serie drammatica 1981 e 1982: anche in questo premio ha ricevuto 5 candidature consecutive, dal 1981 al 1985

## Doppiatori italiani
Nelle versioni in italiano delle opere in cui ha recitato, Daniel Travanti è stato doppiato da:
- Renzo Stacchi in Hill Street giorno e notte, Persone scomparse
- Manlio De Angelis in Candidato all'obitorio
- Oreste Rizzini in Occhi del testimone
- Franco Zucca in Criminal Minds
- Michele Kalamera in Prison Break
- Toni Garrani in Grey's Anatomy
- Pietro Biondi in Chicago Med
- Elio Zamuto in NCIS: Los Angeles